# Longs Peak
Longs Peak (dawniej Long's Peak) – szczyt Gór Skalistych, w paśmie Front Range. Leży na terenie Parku Narodowego Gór Skalistych, którego jest najwyższym punktem. Nazwany został na cześć Stephena Longa, odkrywcy badającego rejon szczytu w latach 20' XIX wieku. Longs Peak oraz pobliski Mount Meeker, nazywane są czasami Twin Peaks (pol. Bliźniacze Szczyty).
Pierwszego odnotowanego wejścia na szczyt dokonał John Wesley Powell w 1868 r. Bardzo prawdopodobne jest jednak, że przed nim na szczyt został zdobyty przez miejscowych Indian, którzy zbierali tu orle pióra.